# Joseph Alexander Cooper
Joseph Alexander Cooper (25 novembre 1823 - 20 mai 1910) est un agriculteur américain, soldat, et fonctionnaire. Unioniste du Sud, il combat pour l'armée de l'Union pendant la guerre de Sécession, commandant des unités à Mill Springs, Stones Rivier, Chickamauga, Franklin, Nashville, Bentonville, et lors des campagnes de Knoxville et d'Atlanta. Il atteint le grade de major général breveté au moment où il quitte le service au début de 1866.
Après la guerre, Cooper commande la garde de l'État du Tennessee, une milice de l'État organisée par le gouverneur William G. Brownlow pour étouffer la violence d'après-guerre dans le Tennessee. Il sert comme agent des impôts dans les années 1870, avant de partir au Kansas, où il passe les dernières décennies de sa vie.

## Avant la guerre
Cooper naît dans une ferme dans le comté de Whitley, Kentucky, près de Cumberland Falls. Il est le fils de John Cooper, un vétéran de la guerre de 1812, et de Hester (Sage) de Cooper. Lui et ses parents déménagent dans le comté de Campbell, Tennessee, l'année suivante, où ils s'installent sur une ferme le long Cove Creek, à 8 kilomètres (5 miles) au sud de Jacksboro. Grandissant dans le comté de Campbell, Cooper devient diacre dans l'église baptiste de Longfield en 1839, et épouse Mary J. Hutson en avril 1846,,.
Au cours de la guerre américano-mexicaine, Cooper s'engage en tant que soldat, dans le 4th Tennessee Infantry en septembre 1847. Il reste avec cette unité jusqu'à ce qu'il soit libéré du service en août 1848, après avoir passé plusieurs mois dans la ville de Mexico. Après la fin de la guerre, il retourne dans le comté de Campbell, et est impliqué dans l'agriculture. Bien qu'il ne soit pas un propriétaire foncier important, il voit néanmoins son patrimoine personnel multiplié par trois de 1850 à 1860.
Cooper devient plus politiquement actif lors de la crise de la sécession qui précède la guerre de Sécession. Whig, il soutient le candidat constitutionnel de l'Union John Bell lors de l'élection présidentielle de 1860. Il participe aux sessions de la convention du Tennessee de l'est de Knoxville et de Greeneville, qui vise à créer un nouvel État aligné sur l'Union dans l'est du Tennessee. Il représente le comté de Campbell au puissant comité des affaires de la convention. Il soutient d'abord un ensemble de résolutions soumis par T. A. R. Nelson, qui appelle à la prise de mesures violentes si les demandes de la convention ne sont pas satisfaites, mais s'oriente peu à peu en faveur d'un ensemble des résolutions plus modérées proposées par le procureur de Knoxville Oliver Perry Temple.

## Guerre de Sécession
Alors qu'il se trouve à Greeneville, Cooper fait un pacte secret avec plusieurs autres délégués de la convention du Tennessee oriental, y compris Richard M. Edwards et Robert K. Byrd, de retourner dans leurs foyers respectifs, et de commencer le recrutement et l'entraînement des hommes pour défendre la région contre une invasion confédérée. Retournant dans le comté de Campbell, Cooper commence à rallier des unionistes, cultivant le jour, et recrutant la nuit. En août, il a recruté plus de 500 hommes. Il entraîne les recrues à King Field, une prairie de montagne isolée près de Jacksboro.
À l'approche des forces confédérées, Cooper et sa nouvelle unité fuient vers le Kentucky. Il entre en service en tant que capitaine de la compagnie A du 1st Tennessee Infantry le 4 août 1861. Il prend part à des opérations autour de Cumberland Gap, et est présent à la bataille de Mills Springs, en janvier 1862. En mars de la même année, la compagnie de Cooper attaque et franchit les défenses confédérées à Big Creek Gap, l'un des principaux cols de montagne dans le nord du comté de Campbell. En mai 1862, Cooper est promu colonel et est nommé au commandement du 6th Tennessee Infantry, qu'il a organisé et recruté. En juillet 1862, Cooper et son régiment attaquent une force confédérée au carrefour de Wallace (près de l'actuel Andersonville, Tennessee), tuant cinq soldats et capturant plusieurs autres.
Cooper retraite avec les forces de l'Union au nord de la rivière Ohio à la fin de septembre 1862, pour se regrouper. En décembre 1862, il rejoint les forces de l'Union à Nashville. Au cours de la bataille de Stones River au début de janvier 1863, Cooper et le 6th accompagnent un train d'approvisionnement de Nashville jusqu'aux lignes de front dans Murfreesboro, et repoussent une tentative de Joseph Wheeler de capturer le ravitaillement. Cooper a une escarmouche avec les forces confédérées à Lookout Mountain pendant les dernières phases de la bataille de Chickamauga en septembre 1863, et prend part à la campagne de Knoxville à la fin de 1863 et au début de 1864. En avril 1864, Cooper commande la troisième brigade à la bataille de Resaca en Géorgie, où son unité subit 30 % de pertes. Il prend part par la suite à la campagne d'Atlanta du général William T. Sherman.

Bataille de Nashville

Cooper est promu brigadier général le 30 juillet 1864. Il commande une brigade de la deuxième division du XXIII corps du 4 juin 1864. Lors de la bataille d'Utoy Creek, il commande deux brigades lors d'une charge et d'un mouvement de flanc de la brigade de cavalerie démontée d'Armstrong de la division de Bates le long de la route de Sandtown, le 6 août 1864. Il obtient temporairement le commandement divisionnaire à la suite de la bataille de Jonesborough.
Cooper est de nouveau au commandement de sa brigade, et de façon intermittente commande le deuxième division au cours de la campagne de Franklin-Nashville. Marchant pour secourir Nashville, qui est menacée par le général John B. Hood en novembre 1864, Cooper est obligé d'aller au-delà de la ville de Clarksville pour éviter la capture, et retourne dans la ville après un jour de repos, en marchant sur plus de 241 kilomètres (150 miles) en six jours. En arrivant sur le front, il contribue à déjouer l'assaut de Hood sur la ville, chargeant et capturant deux pièces d'artillerie et un certain nombre de soldats confédérés.
En janvier 1865, Cooper mène la deuxième division  en Caroline du Nord, où il prend part à la bataille de Bentonville. En mars 1865, il est breveté major-général dans l'armée de l'Union pour son service tout au long de la guerre, en particulier pour ses actions à Nashville,. Il quitte le service actif le 15 janvier 1866.

## Garde de l'État du Tennessee
Après la guerre, Cooper s'installe dans le comté de Knox et s'engage en politique. Quand un désaccord surgit entre le gouverneur William « Parson » Brownlow et le président Andrew Johnson sur la façon de traiter avec les affranchis et les anciens Confédérés, Cooper soutient Brownlow, qui cherche à étendre les droits civils pour les anciens esclaves et à priver des droits électoraux des ex-confédérés. Cooper dénoncée publiquement Johnson, et est décrit par un journal comme  « le plus violent ennemi » de Johnson. En août 1865, Cooper est candidat pour le siège du deuxième district au Congrès. Bien qu'il soit classé deuxième, devant son compagnon officier de l'Union Robert K. Byrd et le futur député Leonidas C. Houk, il est encore bien loin derrière le vainqueur, Horace Maynard. Il rejette les appels suivants d'être candidat à la législature de l'État.
La position dure de Brownlow  à l'égard des anciens confédérés crée des troubles répandus parmi les groupes d'autodéfense rebelles dans l'État, et plus particulièrement le Ku Klux Klan. Brownlow sollicite d'abord l'aide de l'armée fédérale, mais ses commandants sont réticents à s'impliquer dans ce qui est considéré comme une affaire civile. Pour calmer la montée de la violence et de maintenir l'ordre aux élections du mois d'août 1867, Brownlow et ses alliés à la législature de l'État créent une nouvelle milice de l'État, connu comme la garde de l'État du Tennessee, en janvier 1867. Brownlow nomme Cooper commandant de la garde de l'État, avec le grade de brigadier général, le 7 juin 1867.
Cooper formalise rapidement la structure de la garde, divisant ses 1 900 recrues en deux régiments, contenant chacun un nombre égal de compagnies de chacune des trois grandes divisions de l'État. De nombreux capitaines de compagnie sont des anciens officiers de l'armée de l'Union. Le garde comprend également un certain nombre de soldats noirs. Avec l'officialisation de la structure de la garde, Cooper résout également divers problèmes d'approvisionnement et de logistique. Vingt-et-une compagnies sont déployées aux points chauds à travers l'État, surtout au centre et à l'ouest du Tennessee. Une semaine avant les élections du mois d'août 1867, Cooper déclare la garde prête.
Lors de l'élection, Brownlow défait facilement son adversaire conservateur, Emerson Etheridge. Les conservateurs critiquent la garde de l'État pour l'utilisation des méthodes impitoyables pour harceler les électeurs, et en appellent au président Andrew Johnson pour obtenir de l'aide. Les journaux conservateurs assaillent la garde de l'État comme tyrannique, et les Gardes sont souvent dépeints comme trop agressif et indisciplinés. Le maire de Nashville William Matt Brown, qui avait affronté Cooper en juillet 1867, est l'un des plus critiques vis-à-vis de la garde. Brown déclare que la garde de l'État n'a pas l'autorité de maintenir l'ordre pendant les élections municipales, et forme une force de police spéciale pour superviser les élections locales de la ville en septembre 1867. En réponse, Cooper envoie un bataillon de gardes de l'État dans la ville, et Brown recule finalement. D'ici à la fin de septembre, la plupart des gardes sont libérés du service, et les compagnies restantes sont consolidées dans un « commandement spécial » pour continuer de poursuivre les groupes d'auto-défense. Cooper renonce au commandement le 11 octobre, déclarant que la menace du Klan contenue.
Vers la fin de sa fonction gouvernementale en janvier 1869, Brownlow, citant une nouvelle fois une poussée de violence du Klan, réactive la garde de l'État, et renomme Cooper à son commandement. À l'aide de pouvoirs lui ayant été accordés au début de l'année par la législature de l'État, Brownlow décrète la loi martiale dans neuf comtés du Tennessee, et ordonne à la garde de se déployer dans ces comtés. Cooper déclare que tout homme du Klan capturé sera pendu, et met en garde les autorités locales dans les comtés non touchés que la loi martiale leur sera imposée, et aussi, s'ils n'aident pas à combattre le Klan. À la fin de février 1869, cependant, le successeur de Brownlow, Dewitt Clinton Senter, atténue le décret de la loi martiale, et plus tard a commence à la démobilisation de la garde. Cooper renonce au commandement pour la deuxième fois le 22 mai 1869.
Les historiens de la fin du 19e siècle sont souvent critiques à l'égard de la garde de l'État, la décrivant comme un instrument d'oppression, et allant jusqu'à la comparer à l'armée de nouveau genre  d'Oliver Cromwell du 17e siècle en Angleterre. Cependant, l'historien Ben H. Severance affirme que la garde de l'État est en fait un « défenseur responsable à la fois du processus de Reconstruction et des droits civils des affranchis ». Il suggère que, malgré des rapports sporadiques d'ivresse et de violence, la garde s'est particulièrement bien comportée, et cite le leadership de Cooper et met l'accent sur la discipline, comme la raison pour cela.

## Plus tard dans la vie

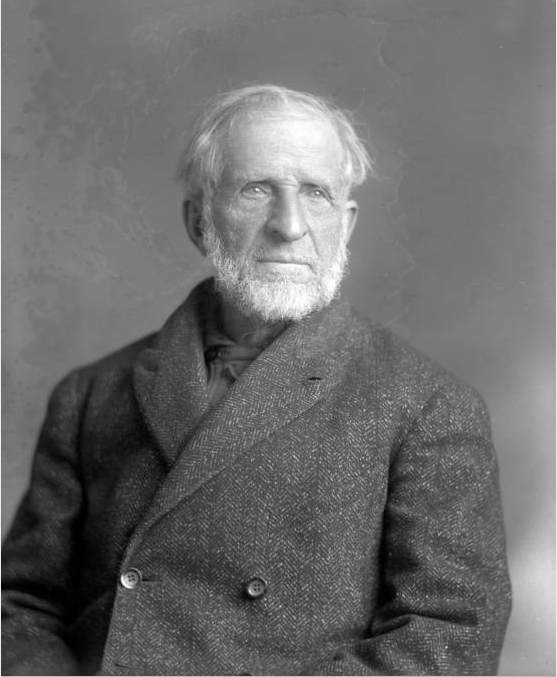
Cooper, photographié en 1906

En octobre 1867, Cooper est parmi les candidats pour le siège bientôt vacant au Sénat des États-Unis de David T. Patterson, mais la législature élit Brownlow. En mai 1869, Cooper participe à la convention controversée du parti républicain de l'État, qui est provoqué avec les luttes intestines consistantes entre les partisans de Senter et les partisans de William B. Stokes. Quand Alfred Cate, Roderick R. Butler, et Thomas H. Pearne luttent pour le marteau de président, Cooper frustré restaure le contrôle et convainc les délégués de l'ajourner pour la journée, afin de se rafraîchir. Il dit aux délégués : « Allez, et buvez moins de mauvais whisky et vous serez plus en mesure de faire des affaires ». Plus tard cette année, le président Ulysses S. Grant nomme Cooper collecteur des impôts pour le district de Knoxville. Il occupe ce poste jusqu'en 1879, quand il est remplacé à la suite d'une lutte de pouvoir au sein du parti.
En 1880, Cooper part pour le comté de Stafford, Kansas, où il s'implique dans l'agriculture, et soutient les candidats du parti républicain local. Peu de temps après son arrivée dans le comté de Stafford, il est nommé modérateur de l'association baptiste du centre sud du Kansas, un poste qu'il occupe jusqu'en 1909. Le 3 avril 1891, il est blessé dans la ville de Larned dans le comté de Pawnee quand il est heurté par une voiture de chemin de fer, mais il récupère. Il meurt à son domicile près de St. John le 20 mai 1910. Son corps est renvoyé à Knoxville, au Tennessee, où il a été enterré dans le cimetière National de Knoxville.

### Articles
- Samuel P. Carter
- James G. Spears
- Liste des généraux de l'Union